# Kutsna Amirejibi
Kutsna el Chambelán, Kutsna Amiredjibi, (en georgiano: ქუცნა ამირეჯიბი; fl. 1350-1415) fue un noble georgiano activo durante y después de las invasiones de Tamerlán a Georgia. Era suegro de Constantino I de Georgia y abuelo materno de Alejandro I de Georgia. 

## Origen
No está del todo claro a qué casa noble pertenecía Kutsna. La última parte de su nombre, Amirejibi, o a veces escrito como Amiredjibi, indica que era un príncipe-chambelán del Reino de Georgia, pero también es el apellido de la familia aristocrática mejor documentada desde principios del siglo XVII. Los genealogistas modernos en Georgia han aceptado la noción de que Kutsna fue uno de los primeros miembros de esa familia como plausible. En opinión del historiador Cyril Toumanoff, el Praenomen de Kutsna, así como la de su abuelo Kurtsik puede sugerir que pertenecía a la casa feudal de Khurtsikidze o Khurtsidze de Samtsje, pero, por otro lado, la memoria familiar cree y ciertos documentos históricos, como el «Khelmtsifis karis garigeba» del rey Jorge el Brillante, fechado cerca de 1340-1346, sugiere que el apellido familiar de Amirejibi es Kvabulidze, o Kobulisdze, en siglos posteriores pronunciado como Gabelidze, o incluso Gobelidze. La primera aparición documentada de esta noble familia se remonta al 819 d. C.
En su carta, Kutsna menciona a su antepasado homónimo como condestable de Georgia bajo el reinado de Rusudán. Pero entre el puesto de condestable de Zakaria II Mkhargrdzeli (que murió en 1212) y el de su sobrino Avag-Sargis III Mkhargrdzeli (que ocupó ese cargo desde 1233/1234 hasta 1250), se desconocen los titulares.

## Carrera política y familia
Kutsna estaba casado con la dama llamada Rusa Mkheidze (Rusudan; murió en 1413). Su hija, Natia, se convirtió en consorte del rey Constantino I de Georgia y engendró a Alejandro I, en el momento de cuyo nacimiento, c. 1390, Kutsna fue embajador en Constantinopla. Las crónicas lo describen como el que fue «grandemente ennoblecido por los reyes» y que «encabezó el ejército». Tanto Kutsna como su esposa Rusa son conocidos por la restauración de iglesias y monasterios después de las devastaciones de Tamerlán; Kutsna patrocinó las iglesias de Ulumba y Nabakhtevi, y Rusa emprendió la restauración de la catedral principal del Pilar Viviente en Mtsjeta. También dirigió la educación de Alejandro I e influyó en las preocupaciones del futuro rey y su entusiasmo por la construcción religiosa
Kutsna aparece en los registros contemporáneos por última vez en 1415. Fue sucedido por su hijo Ramin como cabeza de familia. El retrato al fresco de Kutsna, así como los de su esposa y sus cuatro hijos, sobreviven en la iglesia de Nabakhtevi, en Shida Kartli, al este de Surami.